# Theofil Sauciuc-Săveanu
Theofil Sauciuc-Săveanu (n. 21 octombrie 1884, Bosanci, Suceava, România – d. 26 iulie 1971, București, România) a fost un istoric român, membru corespondent (1945) al Academiei Române. 
A studiat Literele și Filosofia la Cernăuți și Viena (1902 - 1906). Doctor în Litere și Filozofie (1909). Profesor de filologie clasică și rector la Universitatea din Cernăuți, apoi profesor de epigrafie și decan al Facultății de Litere și Filozofie la Universitatea din București (1921-1922). Deputat și senator din partea PNȚ.
A fost membru corespondent al Institutului Austriac de Arheologie, membru al Institutului de Arheologie din Germania. În calitate de epigrafist și istoric al antichității greco-romane a fost șef de săpături pe șantierul de la Callatis și a efectuat studii asupra inscripțiilor ieșite la iveală din minele anticului Callatis, unde a făcut săpături între anii 1925 - 1940. A fost profesor și șef al catedrei de Istorie antică și epigrafie a Universității din București (1941 - 1946); prodecan (1941) și decan (1946) al Facultății de Litere și Filozofie București.
În perioada 1944-1947 Theofil Sauciuc-Săveanu a condus Muzeul Național de Antichități.
Profesorul Theofil Sauciuc-Săveanu a fost unul dintre cei propuși pentru regență, la prima domnie a regelui Mihai.

## Distincții
- Ordinul Meritul Cultural, în gradul de Cavaler clasa I, pentru litere (1 februarie 1943)[6]

## Lucrări
- Numele comunei urbane Mangalia, 1928;
- Titus Vitrasius Pollio și orașul Callatis, 1936;
- Istoria antică elină și studii de istorie elină în cei 25 de ani din urmă, 1925.

## In memoriam
În Constanța strada cu codul poștal 905500 poartă numele Theofil Sauciuc Săveanu.